# 伊万·伊万诺夫 (1971年)
伊万·伊万诺夫·伊万诺夫（1971年8月27日—），保加利亚男子举重运动员。他曾代表保加利亚参加1992年、1996年和2000年夏季奥林匹克运动会举重比赛，其中1992年奥运会获得一枚金牌。